# Phil Wilson

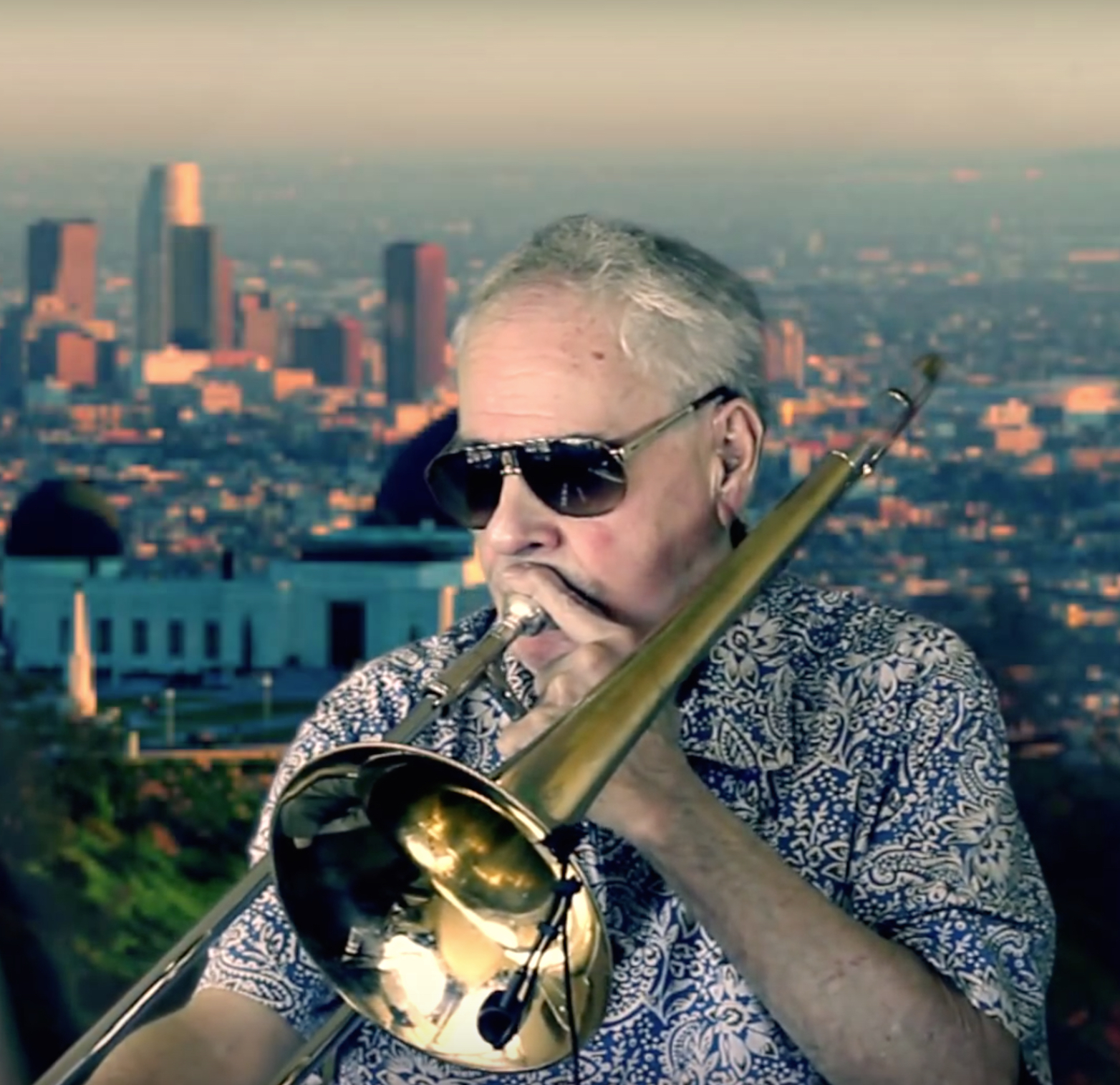
Phil Wilson, 2014

Phillips Elder Wilson Jr. (* 19. Januar 1937 in Belmont/Massachusetts) ist ein US-amerikanischer Jazzposaunist.
Wilson begann im Alter von fünfzehn Jahren, professionell in Jazzbands aus der Gegend seines Heimatortes zu spielen. Er besuchte das New England Conservatory of Music und die Navy School of Music und spielte von 1955 bis 1957 in Herb Pomeroys Big Band. Er verließ das New England Conservatory, um mit dem Dorsey Brothers Orchestra aufzutreten und war nach dem Militärdienst von 1962 bis 1965 Mitglied von Woody Hermans Band. Seit 1966 unterrichtete er an der Berklee School of Music.
In den 1960er Jahren schrieb Wilson zahlreiche Arrangements für Buddy Rich, leitete mehrere Big Bands und arbeitete als Sideman u. a. mit Louis Armstrong, Frank Sinatra, Sarah Vaughan und Clark Terry. Er war auch Gastsolist bei den Boston Pops und in europäischen Bigbands wie der hr-Bigband und der NDR Bigband.
Wilson unterrichtete Jazz am New England Conservatory und gab Jazzkurse an der Harvard University, der Yale University, der Kansas State University, der University of California, dem Sidney Conservatorium und dem Frankfurter Konservatorium. Seit 1966 leitet Wilson in Berklee die Thursday Night Dues Band (seit 1985 unter dem Namen Rainbow Band), in der Musiker wie Terri Lyne Carrington, Cyrus Chestnut, John Scofield, Ernie Watts und Roy Hargrove spielten.

## Diskografische Hinweise
- Prodigal Sun, 1968
- The Sound of the Wasp, 1975
- That's All mit John Bunch, 1976
- Live and Cookin'  mit Howie Smith, 1977
- New York Axis: Phil Wilson & Vic Dickenson mit John Bunch, Vic Dickenson, Butch Miles, Linc Milliman, 1980
- Fruits, 1980
- Phil Wilson-Makoto Ozone Live!!, 1982
- Live at the Berklee Performance Center mit Walter Norris, 1983
- Live at Joe Segal’s Jazz Showcase, 1983
- Latin America Tour 1985
- The Wizard of Oz Suite mit der NDR Big Band, 1989
- Pal Joey Suite mit der NDR Big Band, 1989–90
- AC-Cent-Tchu-Ate the Positive: Arlen Songs, mit Paul Schmeling, 1995
- The Music of Antonio Carlos Jobim mit Dario Eskenazi, Matt Marvuglio, Oscar Stagnaro, Mark Walker, 2005